# Budrewicze
Budrewicze (biał. Будрэвічы; ros. Будревичи) – wieś na Białorusi, w obwodzie grodzieńskim, w rejonie werenowskim, w sielsowiecie Żyrmuny.
Dawniej miejscowość występowała też pod nazwą Tatary. W dwudziestoleciu międzywojennym leżały w Polsce, w województwie nowogródzkim, w powiecie lidzkim, w gminie Żyrmuny.